# Riquelme
Riquelme är en udde i Antarktis. Den ligger i Sydshetlandsöarna. Argentina, Chile och Storbritannien gör anspråk på området.
Terrängen inåt land är kuperad åt sydost, men åt nordväst är den platt. Havet är nära Riquelme åt nordost. Trakten är glest befolkad. Närmaste befolkade plats är Maldonado Station, 2,3 kilometer nordväst om Riquelme. 